# 이산화 탄소 세척

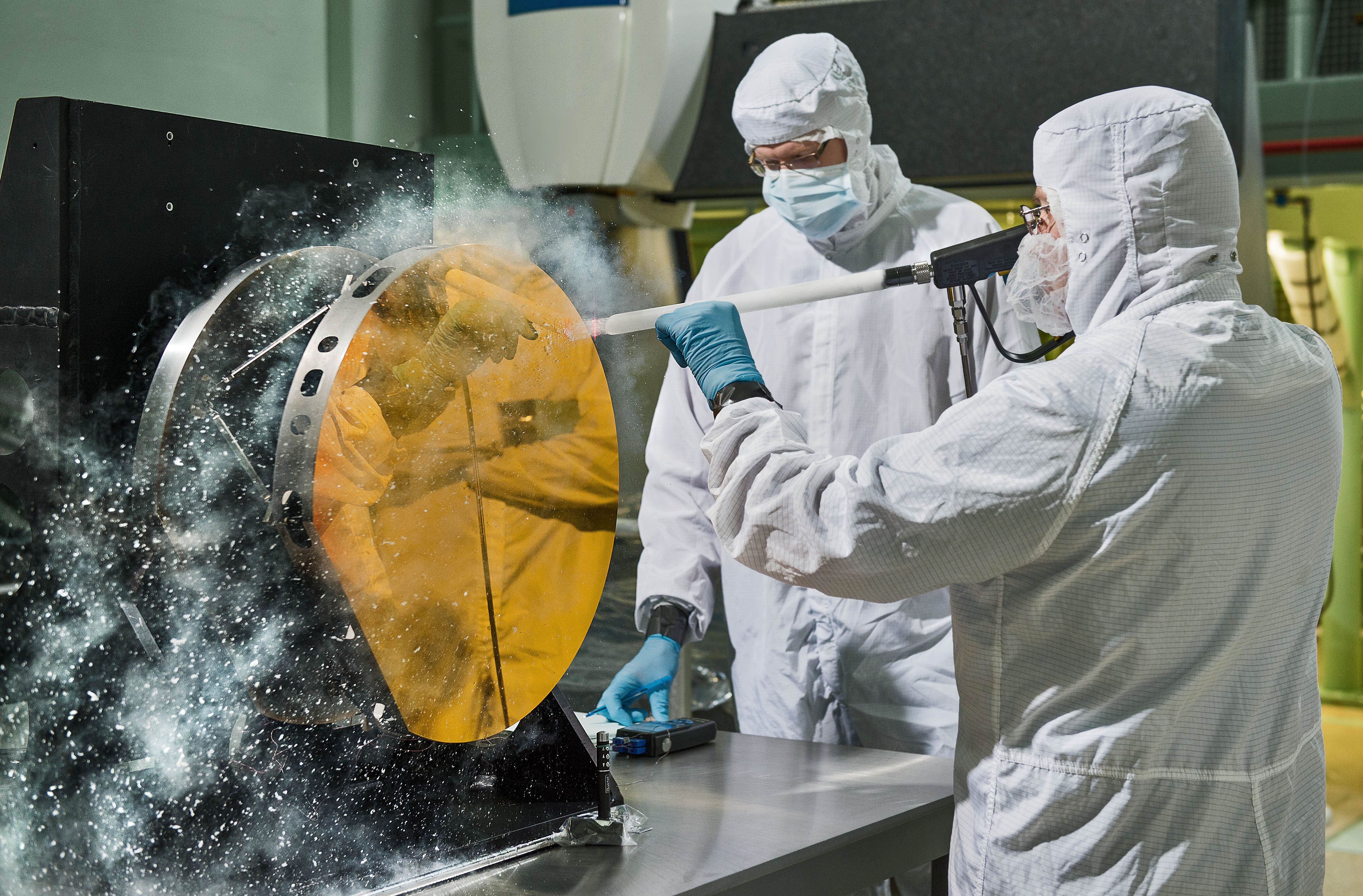
제임스 웹 우주망원경의 금도금 테스트 거울을 세척하기 위해 CO_{2} 눈을 사용하는 청정실의 엔지니어들

이산화 탄소 세척, CO2 세척, 이산화 탄소 클리닝(Carbon dioxide cleaning)은 다양한 상의 이산화 탄소를 사용하여 부품을 세척하고 멸균하는 여러 가지 방법을 포함한다. 비파괴적이고, 연마성이 없으며, 잔류물이 없기 때문에 섬세한 표면에 사용하는 것이 선호된다.:275 CO2 세척은 항공우주, 자동차, 전자, 의료 및 기타 산업에 적용되어 왔다. 이산화 탄소 제설(snow cleaning)은 금속, 중합체, 세라믹, 유리 및 기타 재료와 하드 드라이브 및 광학 표면을 포함한 표면에서 입자와 유기 잔류물을 제거하는 데 사용되었다.:270